# Max Alpert
Max Vladimirovič Alpert (rusky Макс Владимирович Альперт; 18. března 1899, Simferopol – 30. listopadu 1980, Moskva) byl sovětský novinářský fotograf, jeden z průkopníků sériové reportážní fotografie. Stál u počátků moderní fotožurnalistiky ve dvacátých a třicátých letech v bývalém SSSR.
Společně s fotografy jako byli Arkadij Šajchet, Alexandr Rodčenko, Boris Ignatovič, Georgij Petrusov nebo Ivan Šagin se stal nástrojem programové, centrálně řízené a didakticky zaměřené propagandy.

## Biografie
Spolu se svým bratrem studoval fotografii v Oděse (1914). Po občanské válce, pracoval jako fotografický korespondent v Raboče Gazetě v Moskvě. Ve dvacátých letech se stal členem Asociace fotografů v Moskvě. Ve třicátých let pracoval v časopisech SSSR na strojke, kde publikoval asi 50 fotoreportáží. Nejvýznamnější díla tohoto období byla zrealizována při výstavbě elektrárny v Magnitogorsku (Magnitka), při pokládání Turksiba a při stavbě Velkého Ferganského kanálu.
| „                               | S Alpertem jsme bok po boku zdolali celý Ferganský kanál. Jaká radost bylo sledovat jeho neúnavnou a čistou fotoreportérskou posedlost. V hoře překrásných fotografií, zaznamenávající tuto zajímavou stránku dějin lidské práce, je monumentální obraz naší éry. | “ |
| — Sergej Michajlovič Ejzenštejn | |   |

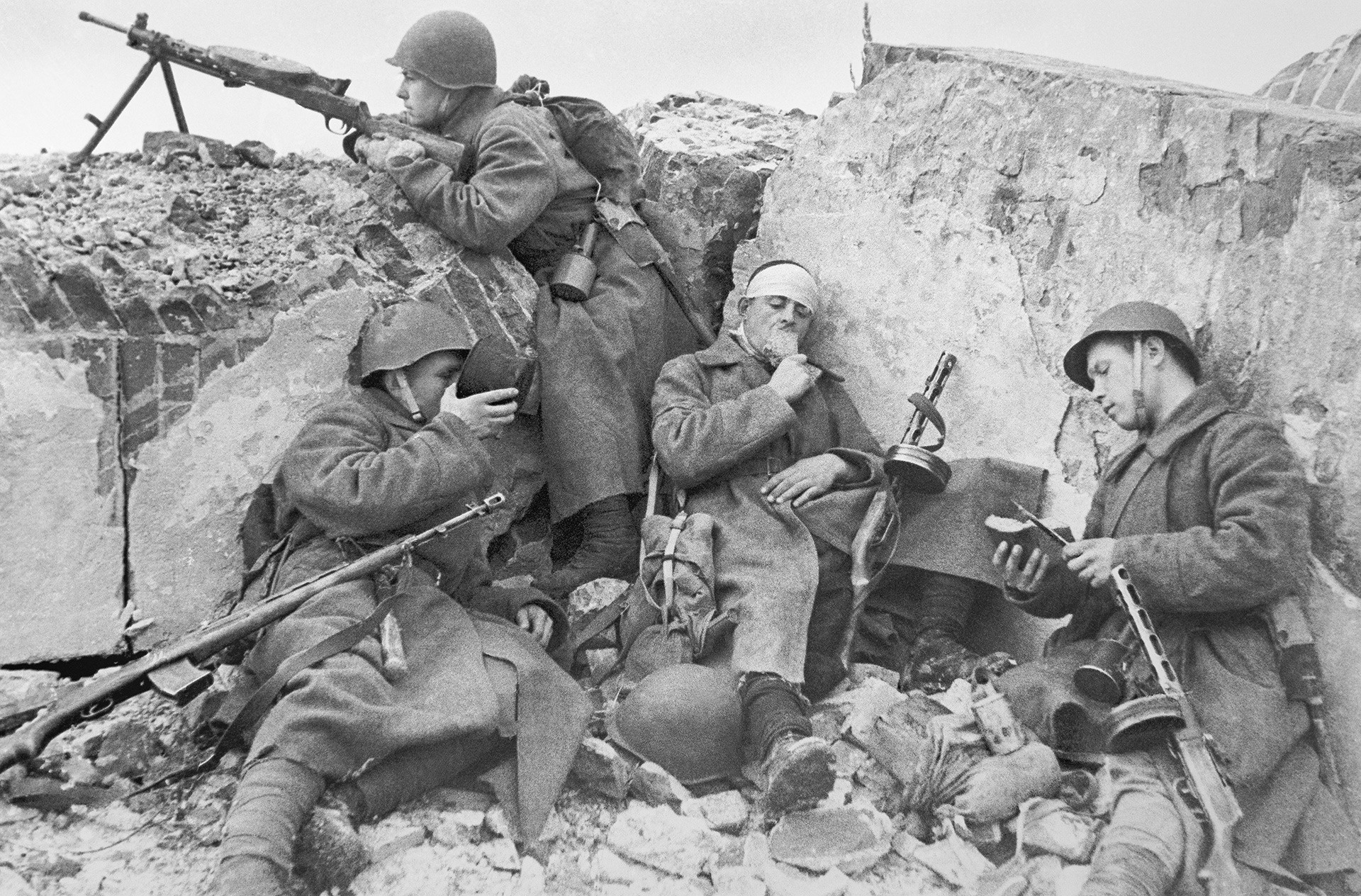
Max Alpert: Velká vlastenecká válka, během sovětské kampaně druhé světové války odpočívají vojáci Běloruského frontu Rudé armády po nedávném boji, 1. dubna 1944, archiv RIA Novosti, formát filmu 6х7cm

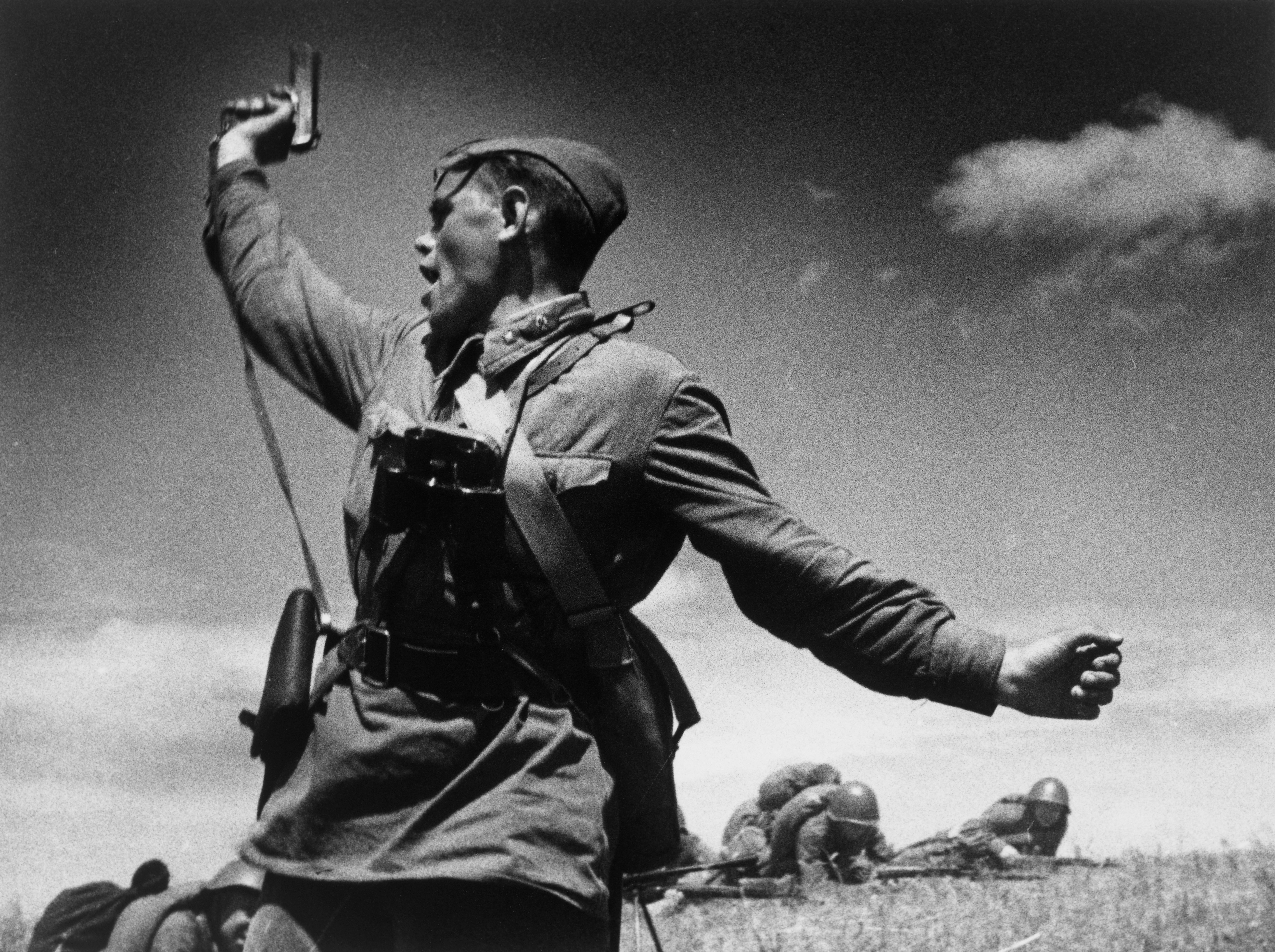
Max Alpert: Kombat, symbol Velké vlastenecké války, velitel praporu A. Jeremenko vede své vojáky do útoku, 12. června 1942, archiv RIA Novosti

Alpert pracoval zároveň v novinách Pravda, kde pořizoval portréty téměř všech hlavních sovětských a řadu zahraničních politiků, vojáků, spisovatelů a hráčů. Během Velké vlastenecké války pracoval jako dopisovatel pro TASS a Sovinformbyuro, Alpert pracoval na bojišti jak v týlu, tak v předních bojových liniích. Je autorem snímku Kombat, která se stala symbolem této války.
Na konci války pobýval v Praze a v Berlíně a fotografoval vítěznou přehlídku 24. června 1945 v Moskvě. V poválečných letech pracoval v různých redakcích. Byl hlavním fotografickým korespondentem tiskové agentury Novosti.

Společně s Arkadijem Šajchetem se stal zakladatelem vícezáběrových reportáží. Nejznámější byla jejich práce Rodina Filippových – 52 fotografií vyprávělo příběh dělníka a jeho rodiny. Fotoreportáž byla také otištěna v novinách německých komunistů Arbeiter Illustrierte Zeitung a setkala se na počátku 30. let s velkým ohlasem v Německu, Československu, i dalších evropských zemích. Vedle významné společenské role sehrála také důležitou roli jako první významné dílo, které dokázalo rovnocennost a velké potenciální možnosti vícezáběrových reportáží, sérií a fotofejetonů.

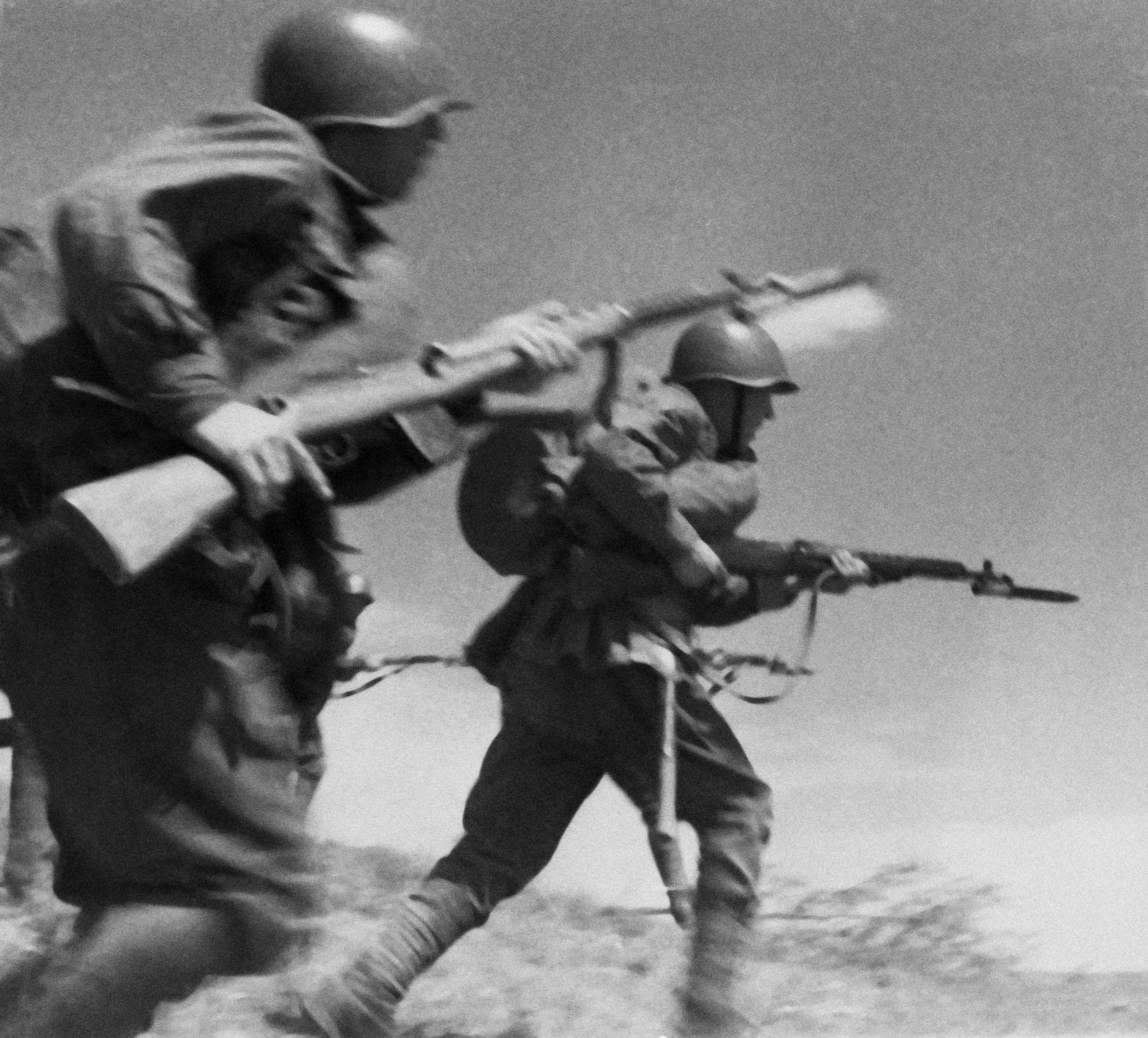
Max Alpert: Vojáci Rudé armády útočí, 1941

Je nositelem Řádu rudé hvězdy, Отечественной войны II степени, dvou řádů Трудового Красного Знамени a dalších medailí. Je zaslouženým pracovníkem kultury RSFSR.
Řada jeho prací je uložena ve sbírce negativů v Národním muzeu současné historie Ruska.

## Publikace
Knihy, na kterých Alpert spolupracoval:
- Antologie sovětské fotografie, 1941-1945, Nakladatelství Planeta, Moskva 1987
- PROPAGANDA & DREAMS, Edition Stemmle 1999 ISBN 3-908161-80-0

## Odkazy

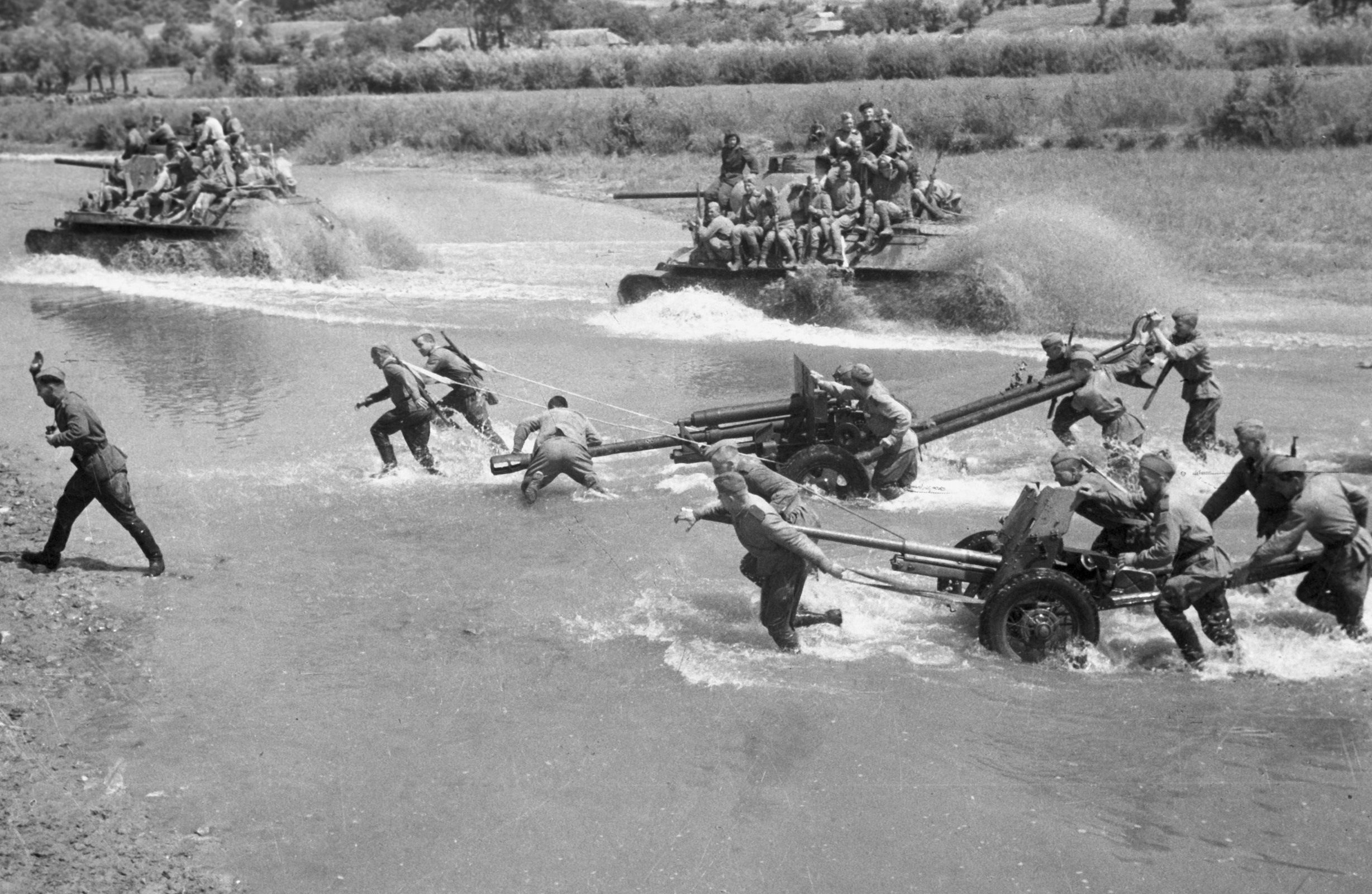
Max Alpert:Přechod přes řeku, 21. června 1943